# Helena Roseta
Maria Helena do Rego da Costa Salema Roseta GCL (São Sebastião da Pedreira, Lisboa, 23 de dezembro de 1947) é uma arquiteta e política portuguesa.

## Formação
Nasceu na casa da família, na Avenida Miguel Bombarda, à época localizada na freguesia de São Sebastião da Pedreira, em Lisboa.
Aluna de excelentes notas, estudou no Liceu Maria Amália Vaz de Carvalho, tendo recebido o Prémio D. Dinis no ano letivo 64/65, atribuído ao aluno com melhores notas.
Em 1966, ingressou na licenciatura em Arquitetura da Escola Superior de Belas Artes da Universidade de Lisboa, pela qual se licenciou em 1971. Iniciou a sua carreira junto de Nuno Portas, com quem colaborou primeiro no Laboratório Nacional de Engenharia Civil, e depois no seu atelier. Colaborou também com os arquitetos Maurício de Vasconcelos e Luís Jorge Bruno Soares, no atelier Grupo de Planeamento e Arquitectura, para a recuperação de bairros clandestinos na Brandoa após o sismo de 1969. Colaborou com o arquiteto Sebastião Formosinho Sanchez num projeto hospitalar. 

## Percurso Político e Profissional
Envolvida em movimentos cívicos, inicialmente no seio da Igreja Católica, antes do 25 de abril de 1974, foi dirigente da Juventude Universitária Católica. Depois dessa experiência, em 1973, foi secretária-geral do Sindicato Nacional dos Arquitectos. No mesmo ano, assinou uma tese sobre habitação apresentada ao III Congresso da Oposição Democrática, em Aveiro. Seria detida pela PIDE no mesmo ano, uma vez que o seu nome constava de uma agenda de uma colega de trabalho considerada suspeita pela PIDE.
Após a Revolução de 25 de Abril de 1974, aderiu ao então Partido Popular Democrático (PPD), atual Partido Social Democrata (PSD). Foi eleita deputada à Assembleia Constituinte, em 1975, e à Assembleia da República, em 1976, nas listas do PPD, pelo círculo de Lisboa, correspondendo à I legislatura. Neste mesmo ano é eleita vereadora na Câmara Municipal de Lisboa. 
Em 1978, é convidada para dirigir o Jornal Novo, no qual apoia Francisco Sá Carneiro, de quem é acérrima defensora no VI Congresso, realizado em Lisboa em julho desse ano. Este Congresso marca a rutura com o grupo dos chamados "Inadiáveis", que acabam por abandonar o partido em 1979. 37 deputados da bancada social-democrata, entre os quais Sousa Franco e Magalhães Mota, passam então a deputados independentes, ficando o grupo parlamentar do PSD reduzido a 36 parlamentares. Em 1979, é uma das proponentes, no seio do partido, da formação de listas conjuntas entre o PSD, o CDS, de Diogo Freitas do Amaral, e o PPM, de Gonçalo Ribeiro Telles, participando assim na génese da formação da Aliança Democrática. Foi presidente da distrital de Lisboa do PSD. Dirigiu o jornal oficial do PSD, Povo Livre.
Será eleita de novo deputada à Assembleia da República, nas listas da AD, em 1979, como cabeça de lista pelo círculo de Setúbal, mandato que renovou em 1980 pelo mesmo círculo. Em 1982 renunciou ao cargo de deputada por ter apoiado, por declaradas razões de consciência e contra a orientação da sua bancada, uma amnistia para os presos no âmbito do processo das FP-25, acusados de terrorismo e múltiplos homicídios. Entre dezembro de 1982 e 1985, foi presidente da Câmara Municipal de Cascais, eleita pelo PSD, tal como mais tarde, entre 2001 e 2011, o foi o seu cunhado António Capucho, marido da sua irmã Madalena.
Em 1982 assumiu a gerência do Botequim, o bar de Natália Correia, situado na Graça, em Lisboa. Após a morte de Dórdio Guimarães, em 1997, organizou o espólio da poetisa e do cineasta, na qualidade de testamenteira deste.  
Em 1986, demitiu-se do PSD para apoiar Mário Soares para Presidente da República. Nesse ano foi Presidente da Comissão do Dia de Camões e das Comunidades Portuguesas. Subsequentemente, integrou como independente as listas do Partido Socialista para as eleições legislativas de 1987, sendo eleita deputada à Assembleia da República, na V legislatura, pelo círculo do Porto. Em 1991, no próprio dia da nova maioria absoluta obtida por Cavaco Silva nas legislativas, decidiu ingressar no PS, liderado por Jorge Sampaio.  
Ainda no âmbito da sua carreira profissional foi membro da equipa do Plano Diretor e Plano Estratégico de Lisboa e do Plano Estratégico da Guarda, entre 1991 e 1995; lecionou as disciplinas de Urbanismo e Cidadania e Urbanismo e Autarquias na Universidade Lusófona, entre 1995 e 1997, e foi perita da OCDE para a Sustentabilidade Urbana. 
Em 1995 e 1999, foi novamente eleita deputada à Assembleia da República, nas listas do PS, pelo círculo de Lisboa, sendo reeleita em 2002 pelo círculo de Coimbra, correspondendo às VII, VIII e IX legislaturas.
Em 1998, dinamizou o Movimento Sim pela Tolerância, no referendo pela despenalização da Interrupção Voluntária da Gravidez. Em 1999, integrou a Comissão Coordenadora do Movimento Nacional a Favor de Timor-Leste. Publicou a coletânea de textos Os dois lados do espelho, em 2001.
Foi eleita Presidente da Ordem dos Arquitectos, de 2002 a 2007. Em 2004, fundou o Clube de Política, Liberdade e Cidadania e em 2006, após ter apoiado a candidatura de Manuel Alegre a Belém, fez parte dos fundadores do MIC-Movimento de Intervenção e Cidadania.
Saiu do PS em 2007 para se candidatar como independente à Câmara Municipal de Lisboa, encabeçando o Movimento Cidadãos por Lisboa, que elegeu dois vereadores e seis deputados municipais. Como vereadora dos Cidadãos por Lisboa foi responsável pela elaboração do Programa Local de Habitação de Lisboa, aprovado pela câmara presidida por António Costa em 2009. Nesse mesmo ano, o movimento Cidadãos por Lisboa acabou por fazer um acordo coligatório com o PS, decisivo para a maioria absoluta socialista alcançada na capital. Foi eleita vereadora na CML, desta vez no executivo de António Costa, entre 2009 e 2013, com o pelouro da Habitação e do Desenvolvimento Social.
Em 2013, o movimento Cidadãos por Lisboa renovou o acordo com o PS para as eleições autárquicas desse ano, elegendo novamente dois vereadores e seis deputados municipais e uma presidente de junta de freguesia. Como cabeça de lista do PS à assembleia municipal e na condição de independente, foi eleita Presidente da Assembleia Municipal de Lisboa para o mandato 2013-2017.
Foi cooptada para o Conselho Geral da Universidade do Minho em 2013, tendo renunciado ao mandato em 2014.
António Costa, eleito secretário-geral do PS, convidou-a, como independente, para a lista do PS por Lisboa nas legislativas de 2015, tendo sido eleita deputada à Assembleia da República para a XIII legislatura (2015-2019). Exerceu, neste âmbito, as funções de coordenadora do Grupo de Trabalho para a Habitação, tendo apresentado a demissão em outubro de 2018, na sequência do adiamento da votação das propostas emanadas do grupo de trabalho relativas à matéria da habitação. Apresentou, em 2018, o projeto de lei de bases da habitação, tendo conseguido a aprovação da primeira Lei de Bases da Habitação em Portugal, com os votos do PS, BE e PCP, em 2019. 
Em 2017, o movimento Cidadãos por Lisboa renovou o acordo de coligação com o PS (agora com Fernando Medina como presidente da Câmara) para as eleições autárquicas desse ano, tendo mantido igual número de vereadores (dois) e de deputados municipais (seis), um dos quais Helena Roseta, eleitos nas listas do PS. Deste modo, como cabeça de lista do PS na condição de independente, a lista mais votada nas eleições autárquicas de 2017, foi eleita Presidente da Assembleia Municipal de Lisboa para o mandato 2017-2021, mandato ao qual renunciou em outubro de 2019, invocando razões pessoais. Foi também comentadora na SIC Notícias.

## Prémios e Reconhecimento
- Em 1982, é-lhe atribuída a Medalha de mérito do Conselho da Europa, em 1982. [10]
- Em 2005, recebe a Grã-Cruz da Ordem da Liberdade. [10]
- Em 2016, recebe a distinção de Membro Honorário da Assembleia da República por ocasião do 40º aniversário da Constituição da República Portuguesa.[11]
- Em 2019, recebe o título de membro honorário da Ordem dos Arquitetos portuguesa.[12]
- Em 2021, é distinguida com o prémio "Personalidade ANAM 2021".[13]
- Em 2022, torna-se na primeira mulher a receber um tributo, da Ordem dos Arquitetos portuguesa, no âmbito do Dia Nacional do Arquiteto.[14]
- Em 2022, recebe o Prémio Nacional “Memória e Identidade” atribuído pela Associação Portuguesa dos Municípios com Centro Histórico.[15]
- Em 2022, recebe o Prémio Tágides, na categoria Iniciativa Local.[16]

## Família
Cresceu numa família de 8 irmãos. O seu irmão mais velho, Carlos Salema, cientista e professor universitário no Instituto Superior Técnico, foi presidente da Academia das Ciências de Lisboa. Em 1969, casou com Pedro Roseta, com o qual tem três filhas, entre as quais a actual vereadora da Câmara Municipal de Lisboa, Filipa Roseta. Tem sete netos e netas.